# Баркхорн, Герхард
Герхард «Герд» Баркхорн (20 марта 1919 — 11 января 1983) второй по результативности лётчик-ас Люфтваффе после Эриха Хартманна. Совершил более 1104 боевых вылета и сбил 301 самолёт противника на Восточном фронте в составе знаменитой 52-й эскадры вместе с Хартманном и Раллем.
Баркхорн вступил в ряды Люфтваффе в 1937 и окончил обучение в 1939 году. Боевое крещение молодой пилот прошёл в мае 1940 года во время французской кампании, а затем участвовал в Битве за Британию. 2 июля 1941 года на Восточном фронте Баркхорн открыл счёт своим победам, сбив бомбардировщик ДБ-3. В декабре 1942 года одержал 100-ю победу. В марте 1944-го он был награждён Дубовыми листьями и Мечами к Рыцарскому Кресту за свою 250-ю победу. Несмотря на то, что Баркхорн стал вторым в списке лучших асов в истории, он так и не был награждён Бриллиантами к Рыцарскому Кресту после достижения своей 300-й победы 5 января 1945 года. Меньше чем через 2 недели после этого Баркхорна переводят из JG 52 в JG 6, защищавшую Германию с Запада от атак авиации союзников.
Он возглавил эту эскадру, но так и не смог увеличить свой личный счёт. 10 апреля 1945 года Баркхорна переводят в JV 44 — истребительную эскадру, летающую на реактивных самолётах. 21 апреля 1945-го пилот был ранен — его Ме 262 упал после аварии двигателя. В довершение всех неприятностей он был обстрелян американскими P-51 Мустанг и при попытке покинуть кабину самолёта получил удар фонарём кабины по голове. Баркхорн выжил, попал в плен к Западным Союзникам в мае 1945-го, и через год был освобождён.

После войны Баркхорн поступил на службу в ВВС Западной Германии. В середине 60-х годов на испытаниях нового истребителя вертикального взлёта самолёт Баркхорна потерял управление и рухнул на землю. Когда раненого Герхарда вытаскивали из разбитой машины, он через силу пробормотал только одну фразу: "302-й!". Баркхорн вышел в отставку в 1976 году.
6 января 1983 года Герхард Баркхорн и его жена попали в автомобильную аварию. Жена погибла на месте, Герхард скончался 11 января 1983 года.